# Hank Aaron
Henry Louis (Hank) Aaron (Mobile (Alabama), 5 februari 1934 – Atlanta, 22 januari 2021) was een Amerikaans honkballer. Hij is opgenomen in de Baseball Hall of Fame en draagt de bijnaam Hammerin' Hank.

## Loopbaan
Aaron kwam in zijn carrière 21 seizoenen lang uit voor de Braves (1954-1974; eerst in Milwaukee, vanaf 1966 in Atlanta) en sloot af met twee seizoenen bij de Milwaukee Brewers (1975-1976).
Aaron stond bekend om zijn record van het hoogste aantal homeruns in een carrière (755), waarmee hij het record van de legendarische Babe Ruth (714) verbrak. Zijn record bleef 33 jaar lang staan tot Barry Bonds het in augustus 2007 verbrak.
Henry Louis Aaron overleed in 2021 op 86-jarige leeftijd.
- Bibliothèque nationale de France: cb169460940 (data)
- CiNii: DA04789165
- Gemeinsame Normdatei: 129680486
- International Standard Name Identifier: 0000 0003 5939 6583
- Library of Congress Control Number: n80126307
- MusicBrainz: fc3f7301-8868-4dfe-8c7f-d9808d1813db
- National Archives and Records Administration: 10568899
- Bibliotheek van het Japanse parlement: 00430853
- Nationale Bibliotheek van Israël: 987007348115405171
- Nederlandse Thesaurus van Auteursnamen: 22758354X
- SNAC: w60d5jz1
- Virtual International Authority File: 218096719
- WorldCat: E39PBJbMdbFFrQbWxQ3mhfq4v3